# 莫拉尼
莫拉尼（法語：Molagnies，法語發音：[mɔlaɲi]）是法国滨海塞纳省的一个市镇，属于迪耶普区。

## 地理
莫拉尼（49°31'13"N, 1°43'21"E）面积4.65 平方千米，位于法国诺曼底大区滨海塞纳省，该省份为法国北部沿海省份，其西部及北部濒大西洋英吉利海峡，东起顺时针与索姆省、瓦兹省、厄尔省和卡爾瓦多斯省接壤。
与莫拉尼接壤的市镇（或旧市镇、城区）包括：圣康坦德普雷、屈圣菲亚克尔、冈库尔-圣艾蒂安。

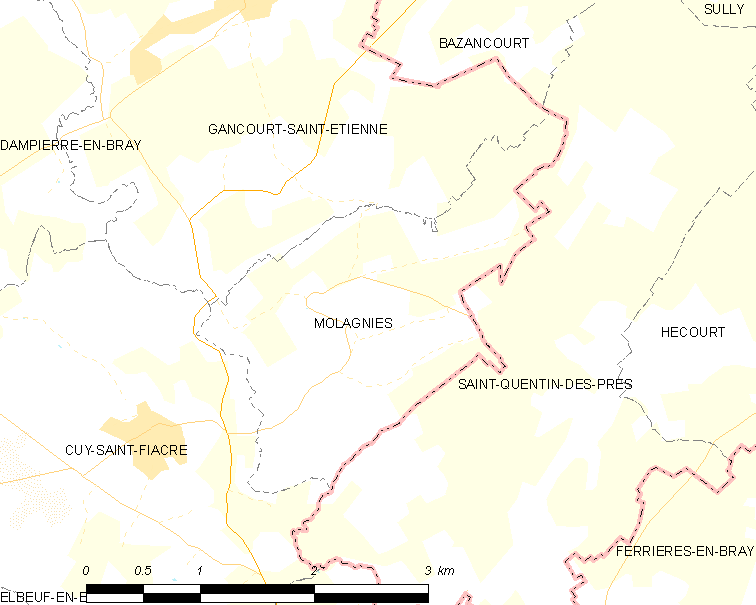
莫拉尼的OSM定位图

莫拉尼的时区为UTC+01:00、UTC+02:00（夏令时）。

## 行政
莫拉尼的邮政编码为76220，INSEE市镇编码为76440。

## 政治
莫拉尼所属的省级选区为布赖地区古尔奈县。

## 人口

1962-2008年间莫拉尼人口变化图示

莫拉尼于2022年1月1日时的人口数量为209人。